# Барон Гуд

Герб баронів Гуд.

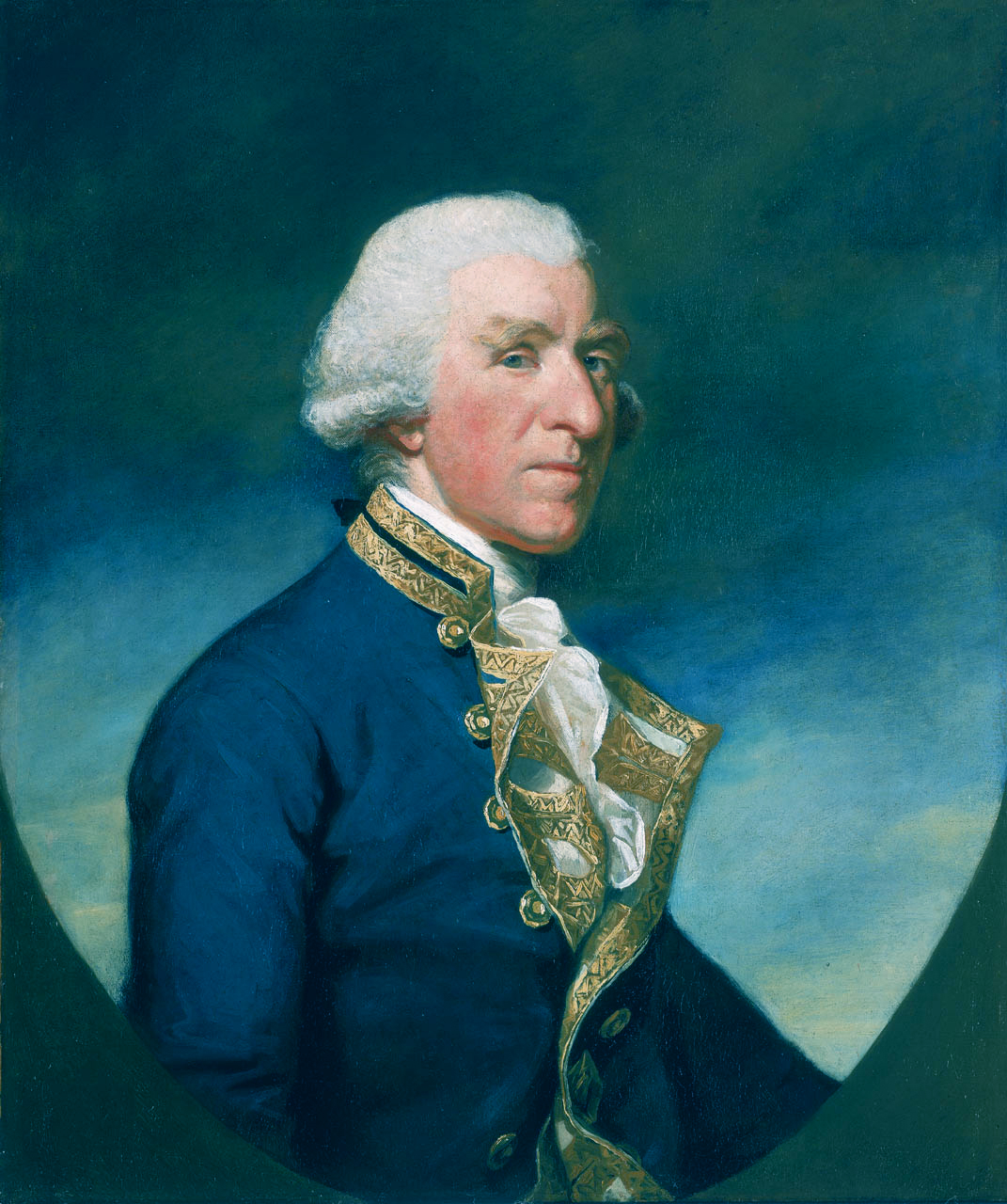
Адмірал Самуел Гуд – І віконт Гуд.

Барон Гуд (англ. – Baron Hood) - віконт Гуд з Вітлі в графстві Уорвік – аристократичний титул в Ірландії та Великій Британії, пер Ірландії, пер Великої Британії. 

## Історія баронів Гуд
Титул був створений у 1796 році для відомого флотоводця адмірала Семюела Гуда – І барона Гуда. 20 травня 1778 року Семюел Гуд отримав титул баронета Кетерінгтон в баронетстві Великої Британії, а в 1782 році отримав титул барона Гуд з Кетерінгтона, що в графстві Саутгемптон в Ірландії. У 1795 році його дружина Сюзанна Лінзі отримала титул баронеси Гуд з Кетерінгтона в графстві Саутгемптон, в її власному праві, у перстві Великої Британії. Титул успадкував їх син Генріх, що став ІІ віконтом Гуд. Їх онук, що став ІІІ віконтом Гуд, отримав у 1840 році за королівською милістю додаткове прізвище Тіббітс, що було прізвищем його тестя. Їх правнук, VI віконт Гуд, був дипломатом і, зокрема, служив консулом у посольстві Великої Британії у Вашингтоні з 1958 по 1962 рік і отримав посаду заступника державного секретаря МЗС Великої Британії і володів нею у 1962 – 1969 роках. Станом на 2013 рік титулами барон Гуд та віконт Гуд володіє племінник VI барона Гуд, VIII віконт Гуд, що успадкував титули від свого батька в 1999 році.
Олександр Гуд – І віконт Брідпорт, був молодшим братом І віконта Гуд. У 1794 році він отримав титул барона Брідпорт у перстві Ірландії. Нащадки його внучатого племінника Семюеля Гуда – другого сина другого віконта Гуда, що успадкував баронство після смерті лорда Брідпорта в 1814 році, а титул віконта Брідпорт вимер. У 1868 році син останнього, ІІІ барон Брідпорт знову отримав титул віконта Брідпорт. Крім того, Олександр Гуд, дядько І віконта Гуд і І віконта Брідпорт, був предком баронетів Фуллер-Акленд-Гуд з Сент-Одрі та баронів Сент-Одрі. Контр-адмірал сер Горас Гуд, молодший син IV віконта Гуд, також був видатним морським командиром. Історична резиденція баронів гуд – замок Лодерс-Корт, що поблизу Брідпорта, Дорсет.

## Віконти Гуд (1796)
- Семюел Гуд (1724 – 1816) – І віконт Гуд
- Генрі Гуд (1753 – 1836) – ІІ віконт Гуд
- Семюел Гуд-Тіббітс (1808 – 1846) – ІІІ віконт Гуд
- Френсіс Вілер Гуд (1838 – 1907) – IV віконт Гуд
- Гросвенор Артур Олександр Гуд (1868 – 1933) – V віконт Гуд
- Семюел Гуд, 6-й віконт Гуд (1910 – 1981) – VI віконт Гуд
- Олександр Ламберт Гуд (1914 – 1999) – VII віконт Гуд
- Генрі Літтелтон Олександр Гуд (нар. 1958) – VIII віконт Гуд

Спадкоємцем титулу є син нинішнього власника титулу Арчібальд Літтелтон Семюел Гуд (нар. 1993) 

## Барони Гуд (1795)
- Сюзанна Гуд (пом. 1806) – І баронеса Гуд
- Генрі Гуд (1753 – 1836) – ІІ барон Гуд